# 成安造形大学
成安造形大学（せいあんぞうけいだいがく、英語: Seian University of Arts and Design）は、滋賀県大津市仰木の里東4-3-1に本部を置く日本の私立大学。1920年創立、1993年大学設置。大学の略称は成安、成安造形大など。

## 概要
成安造形大学は、1920年（大正9年）に学祖である瀬尾チカが、京都市に成安裁縫学校を設立したことにはじまる。その後、1950年（昭和25年）に成安女子短期大学開設、1993年（平成5年）に学校法人名を京都成安学園に改称し、成安造形大学が開学する。滋賀県内唯一の芸術大学である。
建学の精神は「成安」の名に由来し、「成安」とは人の和を大切に、一人ひとりが自己の使命を追求し、全うし続けることを通じて、心安らぐ平和な社会をつくることに貢献するという意味である。

## 沿革
- 1920年（大正9年） - 成安裁縫学校創立
- 1921年（大正10年） - 京都成安技芸女学校に改称
- 1923年（大正12年） - 京都成安女子学院に改称
- 1930年（昭和5年） - 成安幼稚園開設
- 1932年（昭和7年） - 財団法人京都成安女子学園開設
- 1940年（昭和15年） - 京都成安高等女学校設立
- 1946年（昭和21年） - 京都成安女子専門学校設立
- 1947年（昭和22年） - 京都成安中学校開設
- 1948年（昭和23年） - 京都成安高等学校開設
- 1950年（昭和25年） - 京都成安高等女学校廃止、成安女子短期大学開学。京都成安高等学校を成安女子高等学校に、京都成安女子中学校を成安女子中学校に改称
- 1951年（昭和26年） - 学校法人京都成安女子学園に改組
- 1975年（昭和50年） - 成安向日幼稚園開園
- 1976年（昭和51年） - 成安幼稚園を閉園、成安向日幼稚園を成安幼稚園に改称
- 1987年（昭和62年） - 成安女子短期大学長岡京キャンパス完成、移転
- 1993年（平成5年） - 学校法人名を京都成安学園に改称。成安造形大学開学。成安女子短期大学を成安造形短期大学に改称、共学化
- 2000年（平成12年） - 成安女子中学校・高等学校を京都成安中学校・高等学校に改称、共学化
- 2002年（平成14年） - 成安造形短期大学を学校法人大阪成蹊学園に設置者変更
- 2007年（平成19年） - 京都成安中学校・高等学校を学校法人京都産業大学に設置者変更、これに伴い校名を京都産業大学附属中学校・高等学校と変更
- 2010年（平成22年） - 造形学部デザイン学科・造形美術学科を募集停止し、全学科を芸術学部芸術学科に改組。学園創立90周年。【キャンパスが美術館】開設。
- 2013年（平成25年） - 成安造形大学 開学20周年
- 2020年（令和2年） - 学園創立100周年
- 2021年（令和3年） - 未来社会デザイン共創機構開設
- 2023年（令和5年） - 成安造形大学 開学30周年

## 学部・学科
成安造形大学は、芸術学部芸術学科の中に、6つの研究領域、16の専門コースを設けている。カリキュラムは、造形表現の土台を固めた上で、専門分野を深めていくものとなっており、1年次から4年次のどの段階でも他領域の学びを取り入れられる。講義系教員・実習系教員、領域研究室スタッフ、クリエイティブサポートスタッフ、教学課職員、キャリアサポートセンター職員、研究・連携支援職員といった支援体制が構築されている。

### 芸術学部芸術学科
- 総合領域
  - 総合デザインコース

- イラストレーション領域（2023年度よりコース改編）[3]
  - メディアイラスト表現コース
  - キャラクターイラスト表現コース
  - 映像イラスト表現コース
  - アートイラスト表現コース

- 美術領域
  - 日本画コース
  - 洋画コース
  - 現代アートコース

- 情報デザイン領域
  - グラフィックデザインコース
  - 情報デザインコース
  - 写真コース
  - 映像コース

- 空間デザイン領域
  - コスチュームデザインコース
  - プロダクトデザインコース
  - 住環境デザインコース

- 地域実践領域
  - クリエイティブ・スタディーズコース

## キャンパス
- 本館棟（スパイラルギャラリー、学園歴史資料室）
- 図書館棟（附属図書館、情報メディアセンター、ファブリケーションコモンズ）
- 実習A棟（総合領域研究室、人体表現研究室、コンピュータルーム）
- 実習B棟（コンピュータールーム、写真スタジオ白／黒、写真現像暗室、イラストレーション領域研究室）
- 実習C棟（コンピュータールーム）
- 実習D棟（染色室、鉄工ラボ）
- 実習E棟
- 実習F棟（版画ラボ）
- 実習G棟（情報デザイン領域研究室、ライトギャラリー）
- 実習H棟（美術領域研究室）
- 実習I棟（空間デザイン領域研究室、映像スタジオ、プリントルーム、ギャラリーアートサイト、ギャラリーウインドウ）
- 実習J棟（造形ラボ、ギャラリーキューブ）
- 聚英館（地域実践領域研究室、聚英ホール）
- 体育館棟
- 食堂棟（コトコト食堂、購買部「リブレ」）
- カフェテリア「結」

## 関連機関

### 未来社会デザイン共創機構
成安造形大学 未来社会デザイン共創機構は、学園建学の精神『成安』、校訓『誠と熱』、および大学基本理念（教育理念）『芸術による社会への貢献』を、今日的条件下で、より力強く実践・展開することを目的として設立。社会との共創により、芸術研究を深化・拡張させ、新たな価値の創造とより良い未来社会の実現に貢献するため各種事業を行っている。
成安造形大学HP 未来社会デザイン共創機構ページ

### キャンパスが美術館
「キャンパスが美術館」は、その名称の通り「芸術大学のキャンパス＝美術館」と見立てた回遊式の「美術館」である。学校法人京都成安学園の創立90周年を記念して2010年10月にオープンした。キャンパス内に点在する9つのギャラリースペースで年間を通じて展覧会を鑑賞できる。教育・研究の場、および地域交流の場となることをコンセプトに、在学生・教職員・卒業生に発表の機会を提供するとともに、国内外で活躍するアーティストの企画展を行い、幅広く表現活動を紹介している。さらに、滋賀ゆかりの企画展示を積極的に行い、芸術を通して地域の魅力を発信し、地域交流の機会提供に努めている。毎年、テーマを設定した総合芸術祭「SEIAN ARTS ATTENTION（セイアンアーツアテンション）」を、すべてのギャラリースペースを利用して約1ヶ月間開催している。
キャンパスが美術館Webサイト

### 地域連携推進センター
地域連携推進センターは、成安造形大学の基本理念「芸術による社会への貢献」を具現化し、地域・社会・企業と学生をつなぐ架け橋となることを目的に、官公庁、企業、各種団体、個人との間で、さまざまな連携事業を推進している。滋賀県唯一の芸術大学であるリソースを活かして「結ぶ、つなげる、広げる」を命題にプロジェクトを展開し、学生のスキルアップや連携先の発展、そして地域社会全体の活性化を目指している。
地域連携推進センターWebサイト

### 附属近江学研究所
近江文化・風土と、芸術の持つ創造精神とを結びつけ、新たな可能性を探求する研究機関であり、研究や教育活動、文化復興活動に一般からも参加できるように、会員制研究会「近江学フォーラム」を設立し、地域に根づく文化・風土の調査や研究など、多岐に渡って活動している。
附属近江学研究所Webサイト

## 交通機関
京都駅から湖西線でおごと温泉駅へ約20分、おごと温泉駅前から大学へは無料シャトルバスが運行している。学生だけでなく、大学来訪者も無料で利用できる。

## 大学関係者
- 成安造形大学の人物一覧を参照